# Michael Rapaport
Michael David Rapaport (New York, 20 maart 1970) is een Amerikaanse acteur en komiek. Hij heeft al in meer dan twintig films gespeeld sinds 1990.

## Biografie
Michael werd geboren als zoon van June Brody en David Rapaport, een bekende manager voor de radio. Als tiener was hij fan van mede-New Yorkers Robert De Niro en Christopher Walken. Op de middelbare school werd hij geschorst en ging naar Los Angeles om een stand-upcomedian te worden.
Rapaport heeft zowel gewone als komische rollen gespeeld in films en televisieseries. Hij heeft onder andere met Eddie Murphy in Metro gespeeld, een mariene bioloog gespeeld in Deep Blue Sea, en als een naïeve student wiens eenzaamheid ertoe leidt dat hij een racistische skinhead wordt in Higher Learning. Velen zeggen dat zijn doorbraak kwam in de film Zebrahead. Nog een bekende rol van hem was Dick Ritchie in True Romance. Rapaport heeft ook in de sitcom The War At Home van FOX gespeeld. Hij speelde een "Jan Modaal" die de uitdagingen van het dagelijks leven aangaat. Deze sitcom begon in september 2005 en stopte in mei 2007.
Rapaport heeft ook gespeeld in de populaire televisieserie Boston Public. Hij was de stem van Troy uit het spel Saints Row voor de Xbox 360 en Joey Leone in Grand Theft Auto III. Hij heeft ook een rol gespeeld in Friends in 1999 als Gary, een politieagent die een relatie met Phoebe (Lisa Kudrow) had.
Onlangs heeft hij ook in My Name Is Earl gespeeld. Hij speelde de rol van Frank, een gevangene die Earl weer ontmoet in de gevangenis. Frank heeft een grote rol gespeeld in Earls leven. Hij gaf, weliswaar indirect, Earl een camper en een El Camino na een half mislukte overval met zijn partner Paco. Paco was het vriendje van Catalina die geld nodig had om naar de Verenigde Staten te komen.
Later speelde Rapaport een rol in Prison Break. Hierin speelt hij Don Self, een agent van Homeland Security.

### Buiten televisie en films
Rapaport was getrouwd met Nichole Beattie, met wie hij twee kinderen kreeg, beiden zonen, de een genaamd Julian Ali en de ander Maceo Shane.

## In de media
Hij stond in de New York tabloids in 2005 als de huisbaas die actrice Natasha Lyonne uit het huis had gezet. Hij omschreef haar als "smerig". Rapaport schreef erover in de uitgave van Jane Magazine van mei 2005. Hij is ook geïnterviewd tijdens de rust van een wedstrijd van de New York Knicks op 20 november 2007.
Rapaport verscheen ook in de "Dirt Sheet", een wekelijks 'programma' van The Miz en John Morrison op WWE.com
Michael Rapaport verscheen in 2008 in de videoclip "What Happened?" van de Amerikaanse Hardcore/Punkband H20.
In 2011 verscheen een documentaire over de Amerikaanse rapgroep A Tribe Called Quest genaamd "Beats, Rhymes & Life: The Travels Of A Tribe Called Quest" gemaakt door Rapaport.

## Films en televisieseries
- Zebrahead (1992)
- Point of No Return (1993)
- Poetic Justice (1993)
- True Romance (1993)
- Money for Nothing (1993)
- The Scout (1994)
- Hand Gun (1994)
- The Foot Shooting Party (1994)
- Higher Learning (1995)
- Kiss of Death (1995)
- The Basketball Diaries (1995)
- Mighty Aphrodite (1995)
- Don't Quit Your Day Job (1996)
- Beautiful Girls (1996)
- The Pallbearer (1996)
- Illtown (1996)
- Metro (1997)
- A Brother's Kiss (1997)
- Kicked in the Head (1997)
- Cop Land (1997)
- Subway Stories: Tales from the Underground (1997)
- Palmetto (1998)
- Some Girl (1998)
- The Naked Man (1998)
- Rescuers: Stories of Courage (1998)
- Deep Blue Sea (1999)
- Kiss Toledo Goodbye (1999)
- Friends (1999)
- Small Time Crooks (2000)
- Next Friday (2000)
- The 6th Day (2000)
- Bamboozled (2000)
- Men of Honor (2000)
- Chain of Fools (2000)
- King of the Jungle (2000)
- Lucky Numbers (2000)
- Dr. Dolittle 2 (2001)
- Boston Public (2000–2004)
- Comic Book Villains (2002)
- Paper Soldiers (2002)
- Triggermen (2002)
- 29 Palms (2002)
- A Good Night To Die (2003)
- Death of a Dynasty (2003)
- This Girl's Life (2003)
- American Brown (2004)
- Scrambled Eggs (2004)
- Tom 51 (2005)
- Hitch (2005)
- The War at Home (2005–2007)
- Live Free or Die (2006)
- Special (2006)
- Push (2006)
- Grilled (2006)
- A Day in the Life (2007)
- My Name is Earl (2007–2009)
- Only in New York (2008)
- Prison Break (2008-2009)
- The Baytown Outlaws (2012)
- Justified (2014)
- The Big Bang Theory (televisieserie) (2015)
- Atypical (2017)
- Only Murders in the Building (2021)
- Fallout (2024)

- Bibsys: 2044524
- Biblioteca Nacional de España: XX1294820
- Bibliothèque nationale de France: cb14027830z (data)
- Gemeinsame Normdatei: 142068055
- International Standard Name Identifier: 0000 0001 1681 6133
- Library of Congress Control Number: no95037076
- MusicBrainz: 169fd97c-7186-4043-ba56-9b748f2befaa
- Nationale Bibliotheek van Tsjechië: xx0080200
- Nationale Bibliotheek van Israël: 987007330133805171
- Nationale Bibliotheek van Polen: a0000001641198
- Nederlandse Thesaurus van Auteursnamen: 175239487
- Virtual International Authority File: 85829119
- WorldCat: E39PBJjxqqwJPkPHqBdHBx94bd